# شهرداری لیوارده
شهرداری لیوارده (به لاتین: Lielvārde Municipality) یک شهرداری در لتونی است. شهرداری لیوارده ۱۱٬۴۶۶ نفر جمعیت دارد.